# Château des Lanzy
Le château des Lanzy se situe dans la commune française de Meisenthal et le département de la Moselle.

## Histoire
Construit dans l'écart de Schieresthal, il s'agit d'un château de style troubadour agrémenté d'un parc. Le château fut construit au milieu du XIXe siècle pour la famille Lorin, actionnaire des cristalleries de Saint-Louis-lès-Bitche. Louis Lorin puis son fils Jean-Louis Lorin (mort en 1865) étaient directeurs de la Cristallerie de Saint-Louis. Le château est acheté vers 1902 par Jules Amiet, directeur des cristalleries de Saint-Louis et agrandi en 1906 d'une tour placée dans l'angle nord-ouest. 
Une chapelle dédiée à Notre-Dame-des-Sept-Douleurs est construite au milieu du XIXe siècle et l'autel consacré en 1854 par Mgr Dupont des Loges.

## Architecture
Le château, de style troubadour, a été agrandi en 1906 d'une tour située à l'angle nord-ouest.